# Robert Steuckers
Robert Steuckers (8 de janeiro de 1956 em Uccle) é um pensador político belga.
Na sua juventude aderiu ao GRECE, movimento intelectual europeísta, que lançará os alicerces ideológicos da chamada Nova Direita. Em 1981 abandonou essa organização e fundou o grupo EROE (Etudes, Recherches et Orientations Européennes), bem como a revista Vouloir em 1983. Nos anos de 1989 a 1992, Steuckers reaproxima-se do GRECE, animando as suas atividades na França e na Bélgica.